# جون كينيدي (محرك دمى)
جون كينيدي (بالإنجليزية: John Kennedy)‏ هو محرك دمى أمريكي، ولد في 17 نوفمبر 1968 في بلينفيلد في الولايات المتحدة.

## وصلات خارجية
- جون كينيدي على موقع IMDb (الإنجليزية)
- جون كينيدي على موقع قاعدة بيانات الفيلم (الإنجليزية)